# Adam Neely
Adam Michael Neely (1988) es un músico, YouTuber, bajista, compositor y teórico musical estadounidense. El contenido de su canal de YouTube está descrito como de "teoría musical, cognición musical, improvisación de jazz, técnica de interpretación musical, musicología y memes". También crea vlogs de sus bolos, que dan una idea de su vida como músico profesional en la ciudad de Nueva York. Como músico, interpreta como solista, como músico de sesión y como miembro de varios conjuntos de la ciudad de Nueva York, incluido el dúo de electro-jazz Sungazer (junto con el baterista Shawn Crowder) y las bandas de jazz. Escuela de Jazz de Adam Neely y Aberdeen.

## Educación
Neely se graduó de la Berklee College of Music con una licenciatura en Composición de Jazz en 2009 y en 2012 realizó una Maestría en Música en Composición de Jazz en The Manhattan School of Music bajo la dirección de Jim McNeely. Fue galardonado con el premio Herb Alpert ASCAP Young Jazz Composer en 2012 y 2015, así como con el premio de la comisión Jerome Fund en 2014, por su obra "Exigence".

## Carrera
Neely apareció en el podcast EP.8 de BIMM hablando sobre sus inicios en la música y su enfoque para crear contenido. Habló sobre el bajo y el papel de las redes sociales con el bajista y educador musical de YouTube Scott Devine en este podcast. También ha sido entrevistado por Music U.
Neely es miembro fundador de la banda de electro-jazz y EDM Sungazer. Actúa regularmente con la banda de rock Bright and Loud, el grupo de indie-soul Jae Soto, su gran conjunto Mass Extinction Event y varios cantautores con sede en Nueva York.
Del 18 al 20 de mayo de 2019, Adam Neely, como integrante de la banda Aberdeen, fue contratado por el Departamento de Estado de los Estados Unidos para ir a Kirguistán en una gira de tres días que incluyó dos conciertos y un taller. El primer concierto se llevó a cabo en el lugar de música Ololohaus Erkindik en Biskek. A la banda se unió la banda kirguisa Choro en un concierto colaborativo de música rock estadounidense. Luego llevaron a cabo un taller y una clase magistral para estudiantes jóvenes y desfavorecidos, primero en la Escuela A. Novoi, ubicada en la región de Osh, en el suroeste de Kirguistán, y luego en un grupo selecto de estudiantes dentro del programa Access Microscholarship en la Biblioteca Regional de Osh. Completaron su misión como embajadores con un concierto en la Escuela #29 en la capital de Biskek.

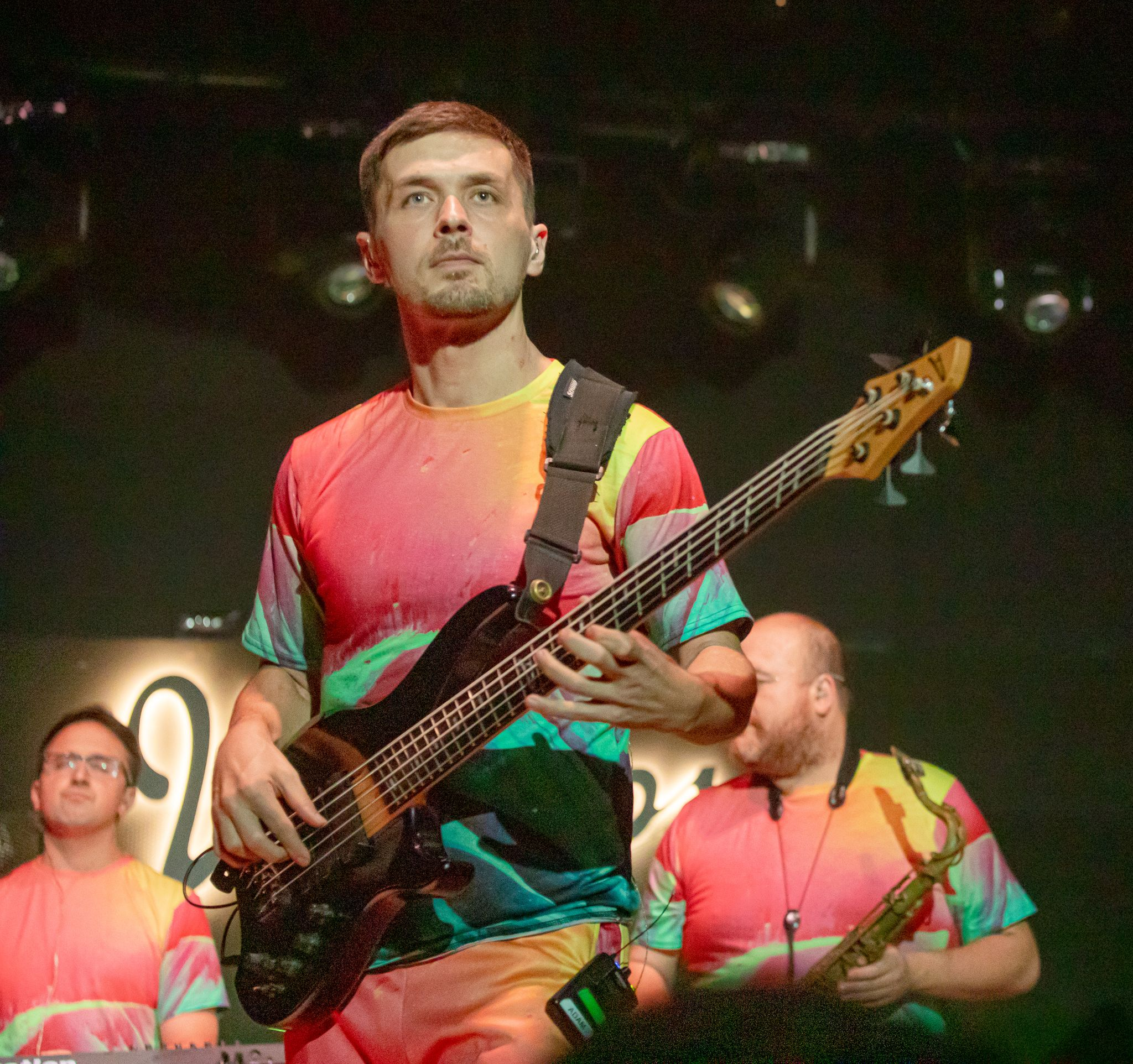
Adam Neely en un concierto en 2024, con Sungazer

En agosto de 2019, Neely defendió el uso de un ostinato por parte de Katy Perry en la canción Dark Horse luego de que el rapero Flame la demandara. Sin embargo, más adelante, Warner Chappell Music le hizo un reclamo de copyrigth a Neely por el uso de la canción. En general, Neely, así como otros youtubers de educación, ha denunciado como YouTube, a través del Content ID, hace reclamos injustos por el material musical reutilizado en sus videos.
A partir de mayo de 2020, Adam Neely comenzó a publicar sus videos sin anuncios en Nebula Streaming Service como parte de la Comunidad de creadores estándar, con algunos videos de corte exclusivos y extendidos en el servicio.
En diciembre de 2019, Neely se ganó un lugar en el Poema de Navidad anual del New Yorker.

## Premios
- Emmy colaborativo en "Nuevos enfoques destacados: arte, estilo de vida y cultura" (2020)[25]
- Premio ASCAP Joven Compositor de Jazz (2011, 2012, 2014)
- Comisión del Fondo Jerome (2014)

## Discografía

### EP
- 2014: Sungazer, Vol.1
- 2019: Sungazer, Vol. 2

### Álbumes
- 2021: Beautiful and Tragic
- 2021: How I Loved My Cat
- 2021: Perihelion
- 2024: Against the Fall of Night

### Sencillos
- 2017: Want to Want Me[26]

### Remixes
- 2017: Want to Want Me (Jason Derulo "djazz" remix)

## Filmografía

### Animación
- 2018: DRUNK (efectos visuales por Ben Levin)
- 2019: ELECTRO (efectos visuales por Ben Levin)

### Grabaciones en vivo
- 2018: DRUNK
- 2018: Dream of Mahjong

### Video de música
- 2014: Dream of Mahjong (ft. Ivan Jackson)
- 2014: Sequence Start
- 2014: I Walk Alone (ft. Justina Soto)
- 2014: Level One
- 2014: Ether (ft. Pier Luigi Salami)
- 2015: Ostinato
- 2015: Why We Fight
- 2018: Bird on the Wing
- 2021: Saria's Song (ft. The 8-Bit Big Band)